# Digitaria sanguinalis
Digitaria sanguinalis là một loài thực vật có hoa trong họ Hòa thảo. Loài này được (L.) Scop. mô tả khoa học đầu tiên năm 1771.

## Hình ảnh

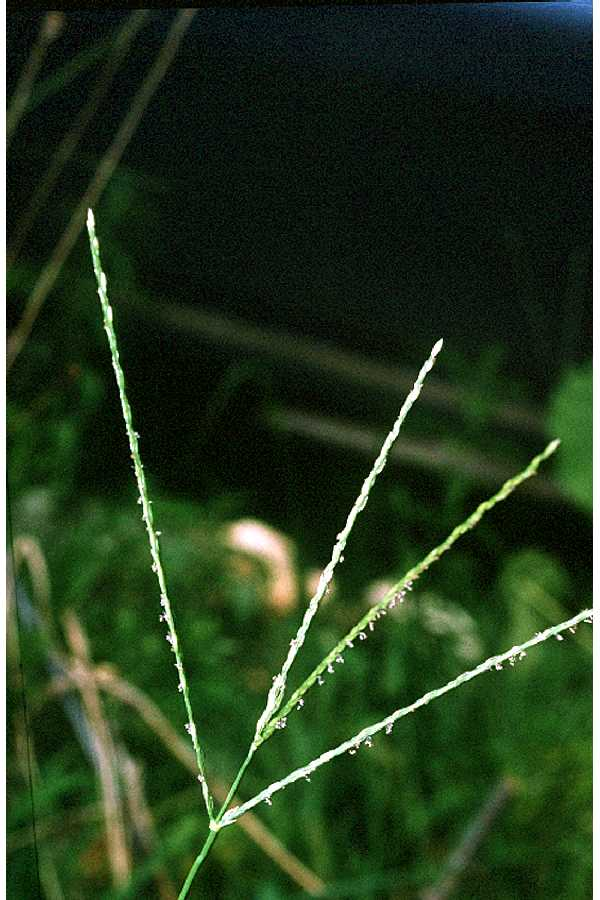
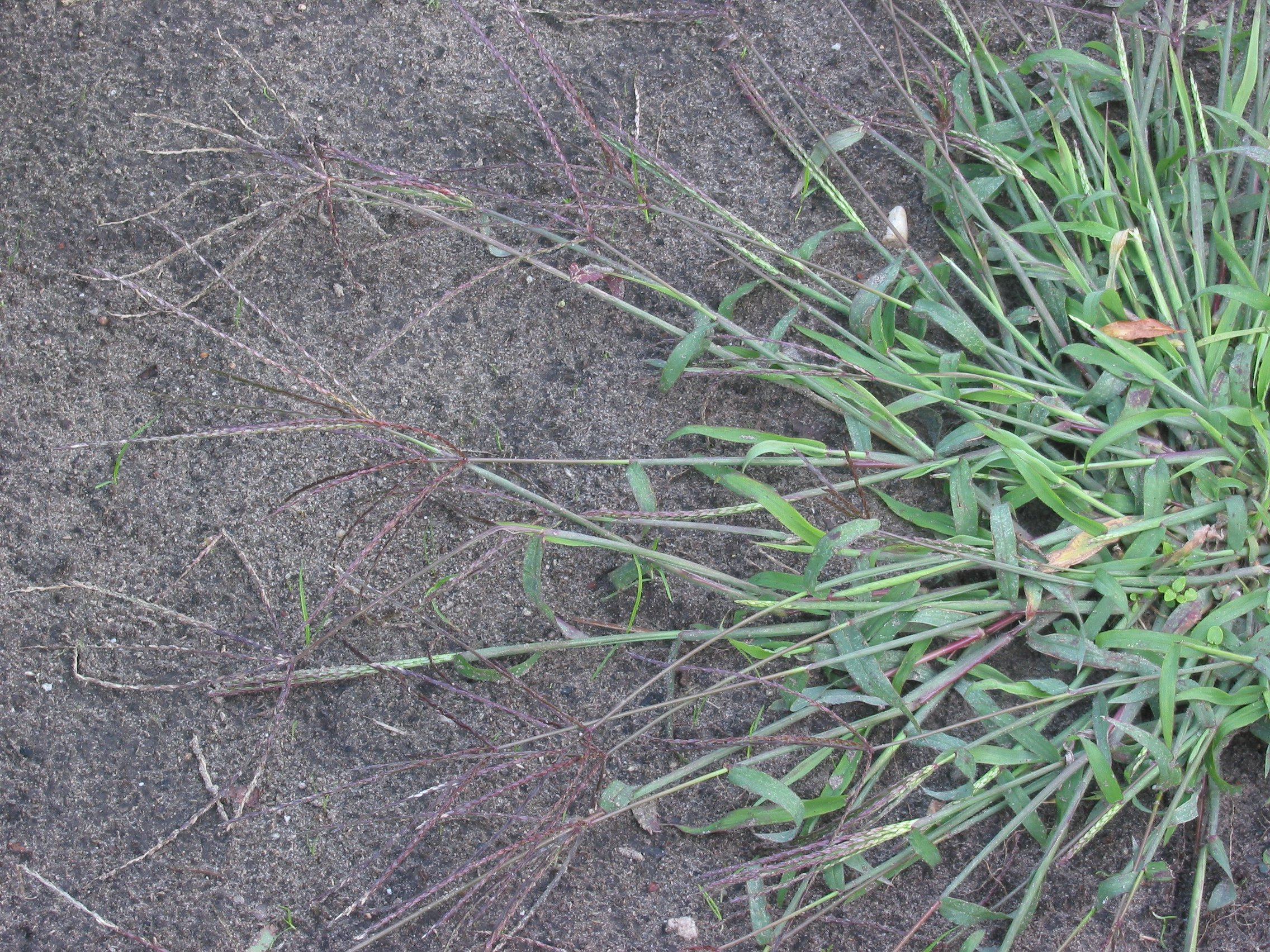
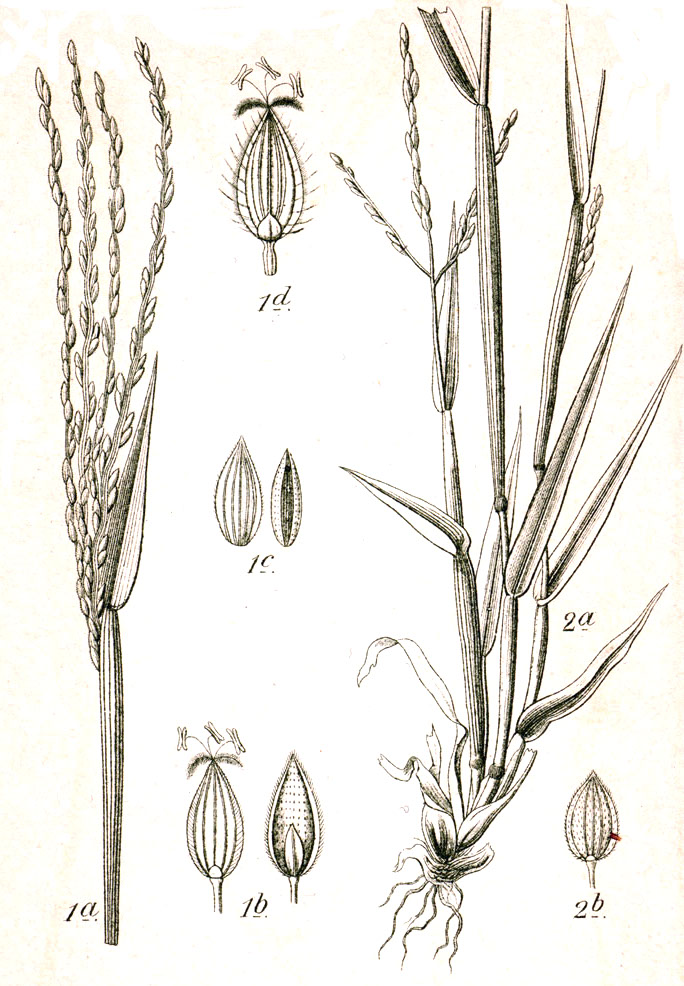
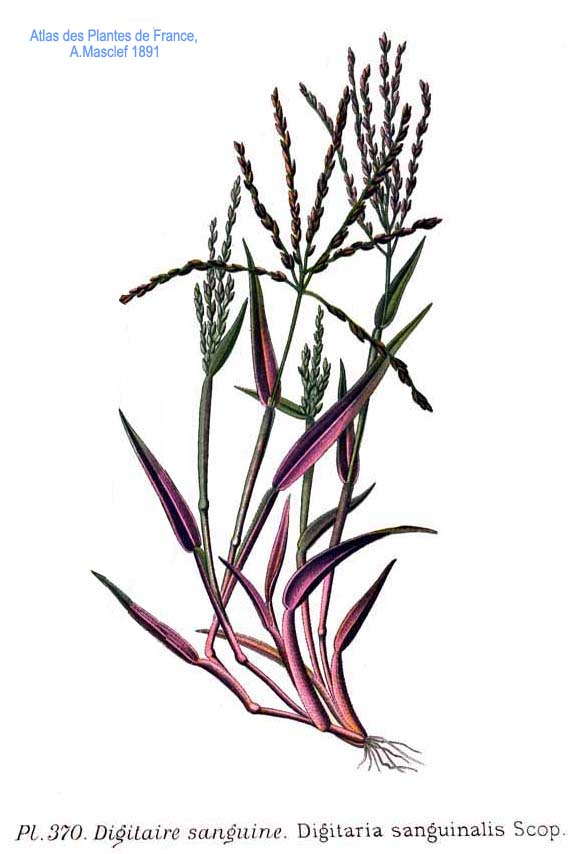